# Saison 5 du Meilleur Pâtissier, spécial célébrités
La cinquième saison du Meilleur Pâtissier, spécial célébrités aussi appelée Le Meilleur Pâtissier : Chefs & Célébrités est une déclinaison du concours culinaire Le Meilleur Pâtissier, articulée autour de plusieurs candidats célèbres. Elle est diffusée sur Gulli dès le 5 janvier 2022. Elle est animée par Mercotte et Norbert Tarayre.

## Production et organisation

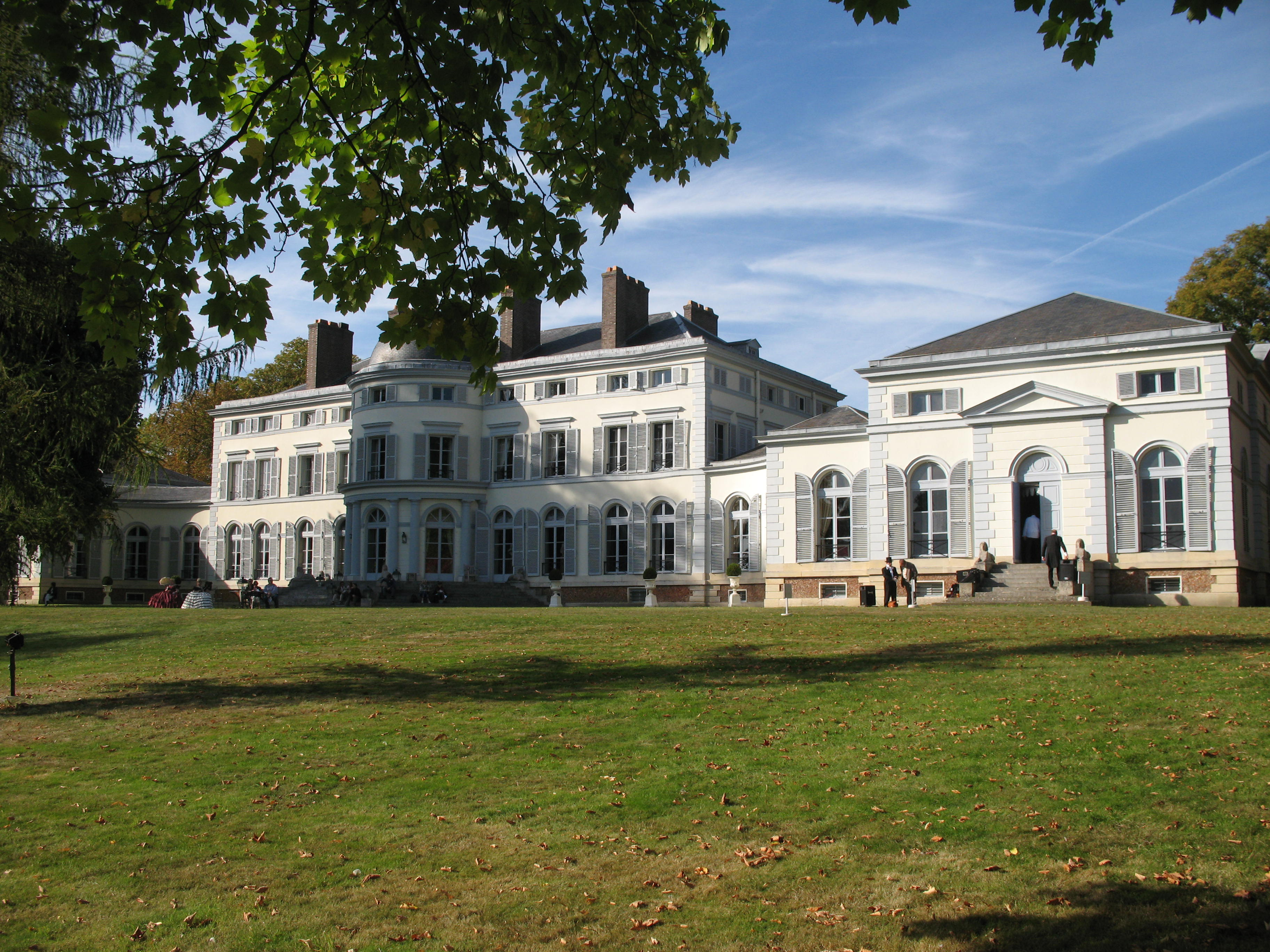
Le château de Groussay accueille le tournage de cette saison.

Pour la première fois, un duo, formé de Mercotte et Norbert Tarayre, présente l'émission.
L'émission est produite par Kitchen Factory Productions et BBC Studios France (sociétés de production qui produisent l'émission dans ses autres déclinaisons).

### Lieu de tournage
Le tournage de cette édition débute le 16 juin 2021 au château de Groussay à Montfort-l'Amaury, qui accueille aussi le tournage de la plupart des éditions. Il se déroule en parallèle du tournage de la dixième saison classique, qui a lieu au même moment.

## Nouveautés
Pour cette saison, ce ne sont pas un nombre défini de célébrités qui s'affrontent au fil des semaines, l'une d'elles étant éliminée en fin de chaque épisode[réf. nécessaire]. En effet, ce sont quatre célébrités, qui vont s'affronter chaque soirée,.

## Participants

### Jury
Le jury de cette saison devrait être composé de Mercotte et Norbert Tarayre.

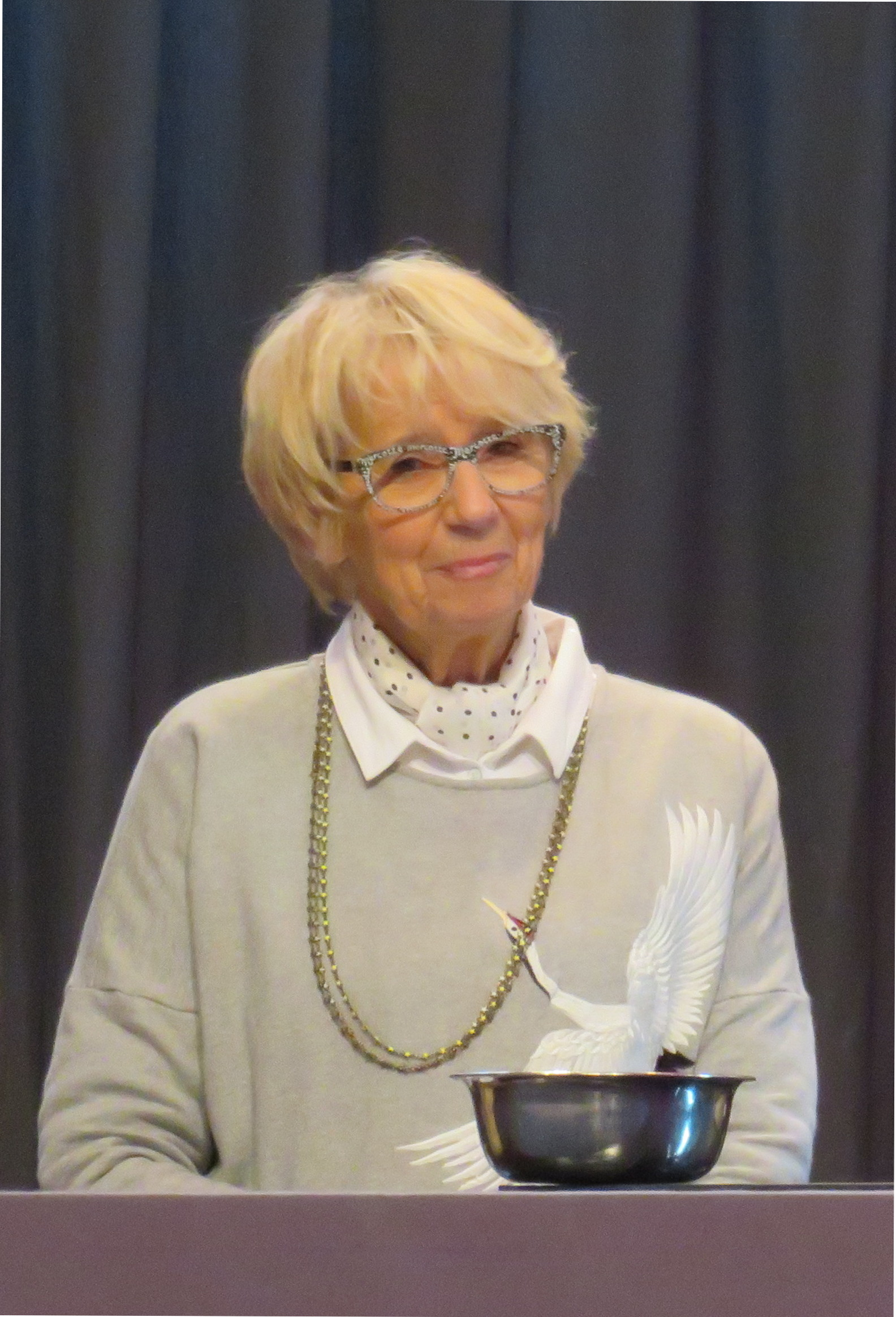
Mercotte
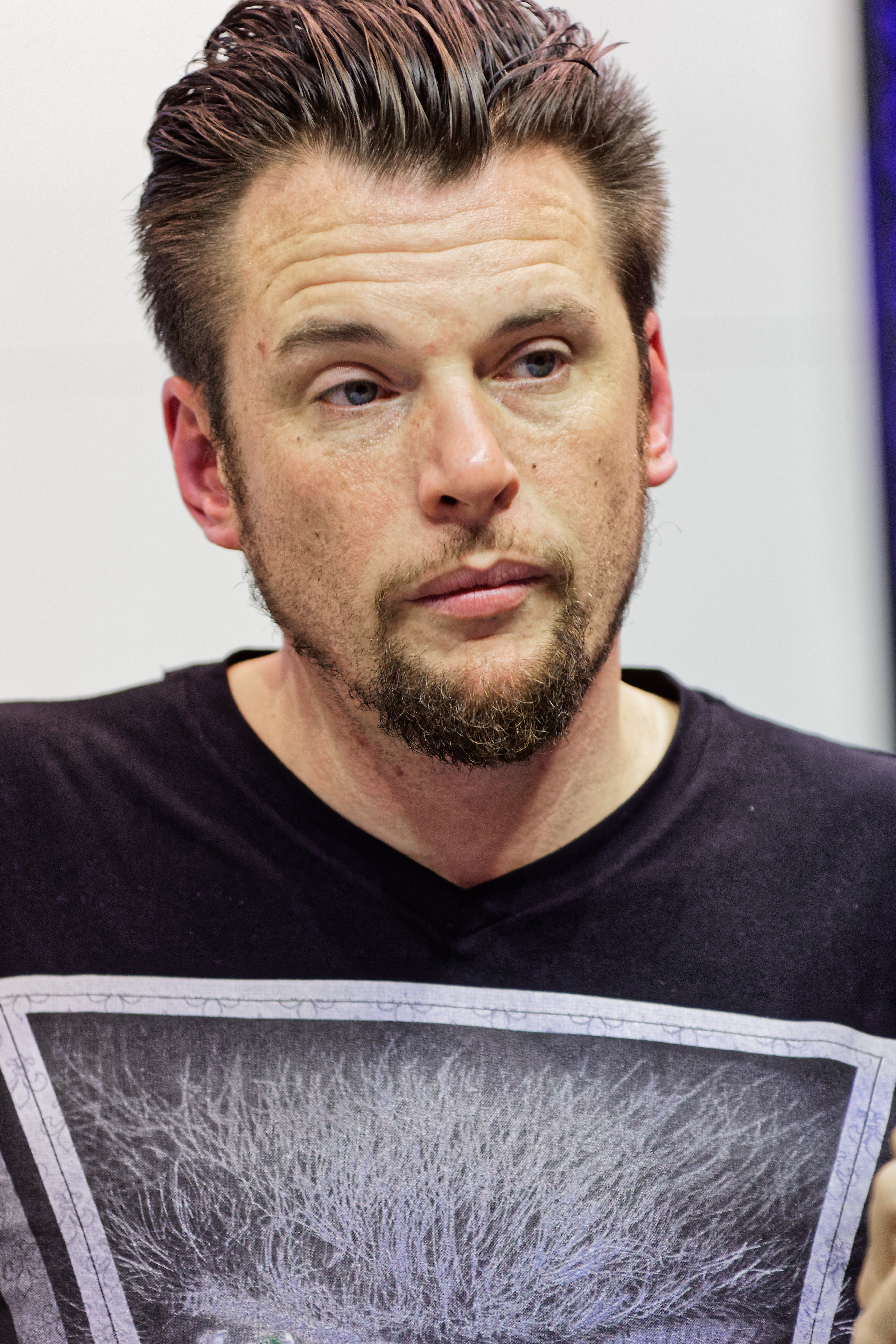
Norbert Tarayre

### Candidats
Pour cette édition, 4 célébrités sont en compétition par émission. Parmi elles, :
| Personnalité                             | Personnalité                            | Âge                                     | Occupation                                                           | Statut                                  |
| Émission no 1 : mercredi 5 janvier 2022  | Émission no 1 : mercredi 5 janvier 2022 | Émission no 1 : mercredi 5 janvier 2022 | Émission no 1 : mercredi 5 janvier 2022                              | Émission no 1 : mercredi 5 janvier 2022 |
| ---------------------------------------- | --------------------------------------- | --------------------------------------- | -------------------------------------------------------------------- | --------------------------------------- |
| Illustration manquante                   | Lola Dubini                             | 28 ans                                  | Chanteuse, actrice et youtubeuse                                     | Vainqueur,                              |
| Joyce Jonathan                           | Joyce Jonathan                          | 32 ans                                  | Auteure-compositrice-interprète et guitariste                        | Éliminée (2e),                          |
| Jérôme Anthony                           | Jérôme Anthony                          | 53 ans                                  | Animateur de radio et de télévision                                  | Éliminé (3e),                           |
|                                          | Malika Ménard                           | 34 ans                                  | Miss France 2010                                                     | Éliminée (4e),                          |
| Émission no 2 : mercredi 5 janvier 2022  |                                         |                                         |                                                                      |                                         |
| Erika Moulet                             | Erika Moulet                            | 33 ans                                  | Animatrice de divertissement                                         | Vainqueur,                              |
| Illustration manquante                   | Joan Faggianelli                        | 46 ans                                  | Animateur de télévision                                              | Éliminé (2e),                           |
| Illustration manquante                   | Lou Jean                                | 17 ans                                  | Chanteuse et comédienne                                              | Éliminée (3e),                          |
| Donel Jack'sman                          | Donel Jack'sman                         | 34 ans                                  | Acteur, humoriste de stand-up et animateur                           | Éliminé (4e),                           |
| Émission no 3 : mercredi 12 janvier 2022 |                                         |                                         |                                                                      |                                         |
| Illustration manquante                   | Gwendal Marimoutou                      | 26 ans                                  | Acteur, chanteur et interprète français                              |                                         |
| Julie Ferrier                            | Julie Ferrier                           | 50 ans                                  | Actrice, metteuse en scène, danseuse et humoriste française          |                                         |
| Illustration manquante                   | Karima Charni                           | 36 ans                                  | Animatrice                                                           |                                         |
| Vincent Desagnat                         | Vincent Desagnat                        | 45 ans                                  | Acteur, animateur de radio et de télévision français                 |                                         |
| Émission no 4 : mercredi 19 janvier 2022 |                                         |                                         |                                                                      |                                         |
| Cécile de Ménibus                        | Cécile de Ménibus                       | 51 ans                                  | Animatrice de radio et de télévision française                       |                                         |
| Illustration manquante                   | Anne Coste                              | 28 ans                                  | Chanteuse et guitariste du duo Les Frangines                         |                                         |
| Illustration manquante                   | Jacinthe Madelin                        | 29 ans                                  | Chanteuse et guitariste du duo Les Frangines                         |                                         |
| Illustration manquante                   | Ludovic Daxhelet                        | Inconnu                                 | Animateur de télévision belge et participant de Pékin express        |                                         |
| Émission no 5 : mercredi 26 janvier 2022 |                                         |                                         |                                                                      |                                         |
| Nadia Roz                                | Nadia Roz                               | 42 ans                                  | Humoriste et comédienne français                                     |                                         |
| Camille Lacourt                          | Camille Lacourt                         | 37 ans                                  | Nageur olympique français                                            |                                         |
| Illustration manquante                   | Fabrice                                 | 53 ans                                  | Participant de Pékin express en duo avec Briac                       |                                         |
| Illustration manquante                   | Briac                                   | 23 ans                                  | Participant de Pékin express en duo avec Fabrice                     |                                         |
| Émission no 6 : mercredi 2 février 2022  |                                         |                                         |                                                                      |                                         |
| Elodie Poux                              | Elodie Poux                             | 39 ans                                  | Humoriste, chroniqueuse de presse et comédienne française            |                                         |
| Illustration manquante                   | Valli                                   | 63 ans                                  | Chanteuse et animatrice de radio et de télévision                    |                                         |
| Illustration manquante                   | Lola Cès                                | 39 ans                                  | Artiste interprète                                                   |                                         |
| Illustration manquante                   | Tareek                                  | 42 ans                                  | Humoriste, comédien et animateur de radio et de télévision française |                                         |

## Audiences et diffusion
En France, cette saison est diffusée sur Gulli. Un épisode dure environ 1 h (publicités incluses), soit une diffusion de 21 h 5 à 22 h 5.
| Épisode | Jour et horaire de diffusion             | Nombre de téléspectateurs | Part de marché  | Part de marché | Classement des audiences | Réf.   |
| Épisode | Jour et horaire de diffusion             | Nombre de téléspectateurs | (4 ans et plus) | (FRDA-50)      | Classement des audiences | Réf.   |
| ------- | ---------------------------------------- | ------------------------- | --------------- | -------------- | ------------------------ | ------ |
| 1       | Mercredi 5 janvier 2022 (21:05 - 22:05)  | 367 000                   | 1,7 %           | 4 %            | 13e                      | [ 8 ]  |
| 2       | Mercredi 5 janvier 2022 (22:05 - 23:05)  | 268 000                   | 1,6 %           | 3,6 %          | 13e                      | [ 8 ]  |
| 3       | Mercredi 12 janvier 2022 (21:05 - 22:05) | 376 000                   | 1,7 %           | 3,3 %          | 13e                      | [ 9 ]  |
| 4       | Mercredi 19 janvier 2022 (21:05 - 22:05) | 387 000                   | 1,8 %           | NC             | 14e                      | [ 10 ] |
| 5       | Mercredi 26 janvier 2022 (21:05 - 22:05) | 281 000                   | 1,3 %           | NC             | 17e                      | [ 11 ] |
| 6       | Mercredi 2 février 2022 (21:05 - 22:05)  | 295 000                   | 1,4 %           | NC             | 18e                      | [ 12 ] |

Légende :
- plus hauts scores d'audiences
- plus bas scores d'audiences